# Tracey Packham
Tracey Elizabeth Brown, pigenavn Tracey Packham, (født 30. juli 1977) er et tidligere medlem af popgruppen A Touch of Class. Hun er især kendt for at have sunget deres mest berømte sang, Around the World (La La La), solo, men har også sunget med i flere andre singles, bl.a. My Heart Beats like a Drum (Dam Dam Dam), I'm in Heaven (When you Kiss me) og New York City.
Hun kan kendes på sin forholdsvist høje stemme, der dog ikke er så høj som f.eks. Lene fra Aqua. Hun er det laveste og yngste af ATC-medlemmerne og kan derudover kendes på sit lange, mørke hår og rimelig slanke figur.
Hendes primære interesser er at være sammen med sine venner, se film og læse, hvor hun især godt kan lide at læse personbiografier og gysere.

## Barndom og ungdom
Tracey blev født i Crawley i West Sussex i England født ind i en familie med en mor, far, storesøster ved navn Joanne og en kat ved navn Tequila. Hun var fra barnsben meget glad for musik og dans og begyndte allerede som 5-årig at gå til dans. Hun var generelt kendt for at være meget genert, men når hun var til danseopvisning, oplevede man hende pludselig som en helt anden person.
Som 16 år flyttede hun hjemmefra til London, hvor hun gik på en dramaskole i 3 år, hvilket kun forbedrede hendes dansefærdigheder og samtidig lærte hende at skuespille. I London fik hun dog en ny drøm – hun ville rejse verden rundt. Derfor fik hun mange forskellige småjobs som danser og sanger på skibe og i forskellige mindre musicaler, og selv om det ikke var det helt store karrieremæssigt, fik det hendes kærlighed for at optræde til at vokse.

## I ATC
Da Tracey var 21, tog hun til Hamburg for at spille med i musicalen Cats. Hun skulle optræde meget ofte og fik mange venner. Med i musicalen spillede Joseph Murray, Sarah Egglestone og Livio Salvi, som hun blev meget gode venner med. De var alle fire dansere og sangere og besluttede, at de gik så godt i spænd, at de skulle danne en popgruppe. De havde lidt besvær i starten med at få kontrakter hos pladeselskaber, men de gav ikke op, og dermed blev ATC dannet! Her fik hun samtidig også opfyldt sin drøm om at rejse verden rundt.

## Efter ATC
Da ATC blev opløst, flyttede hun tilbage til England, hvor hun bor den dag i dag i Birmingham. Hun synger og danser stadig af og til, men ved mere private lejligheder. Hun har også taget kørekort (noget, hun ikke nåede i sin karriere som ATC-medlem). Hun har stadig kontakt med de andre ATC-medlemmer og mødes med dem et par gange om året, men de har ikke planer om et comeback.